# Алі бен Бонго Ондімба
Алі бен Бонго Ондімба (фр. Ali Bongo Ondimba; ім'я при народженні — Алан Бернар Бонго; нар. 9 лютого 1959, Браззавіль, Республіка Конго) — габонський політичний діяч, президент Габону 16 жовтня 2009 — 30 серпня 2023), міністр оборони Габону (1999-2023), міністр закордонних справ Габону у 1989–1991 роках. Син колишнього президента Габону Омара Бонго та Пасьянс Дабане. Був повалений 30 серпня 2023 року внаслідок військового перевороту в Габоні. Посаду тимчасового президента обійняв Бріс Оліґі.

## Життєпис
Бонго також відомий як музикант, часто пише пісні для своєї матері Пасьянс Дабані.
30 серпня 2009 року в Габоні відбулись президентські вибори у зв'язку зі смертю колишнього президента Омара Бонго. У виборах брали участь близько двох десятків кандидатів. Того ж дня Алі бен Бонго заявив про свою перемогу.
4 вересня 2009 року, Конституційний суд Габону схвалив підсумки президентських виборів, відповідно до яких Алі Бонго став новим главою держави, набравши 41,7 % голосів виборців. У прямій трансляції на габонському телебаченні суд офіційно оголосив його новим президентом країни. Церемонія вступу на посаду відбулась 16 жовтня.
30 серпня 2023 року, у Габоні військовослужбовці Збройних Сил Габону оголосили про захоплення влади в країні. Президента країни Алі бен Бонго Ондімба було затримано. Згідно повідомлення видання «Хартія 97», путчисти заявили, що вони виявили в будинку поваленого Президента великі суми грошей у різних валютах, які є доказом його корупції та розтрат. «Скарби» колишнього президента було показано на відео.

## Родина
Дружина Сільвія Бонго Ондімба. Має дочку Маліка та двох синів: Нуреддіна Едуарда та Джаліла Луїса.